# Кристиансен, Ларри
Ла́рри Марк Кри́стиансен (англ. Larry Mark Christiansen; род. 27 июня 1956) — американский шахматист, гроссмейстер. Известен своим агрессивным стилем игры. В 1974 году разделил первое место на юниорском чемпионате США с Питером Уинстоном. Трижды становился чемпионом США (в 1980, 1983 и 2002), дважды занимал первое место на турнире Линарес (в 1979 и в 1981, совместно с Анатолием Карповым).
Кристиансен уже в молодости проявлял неординарные способности, успешно выступая на различных соревнованиях. В 1973—1975 он три раза подряд завоевал титул чемпиона США среди юниоров, а в 1977 стал одним из немногих шахматистов, получивших звание гроссмейстера, не будучи до этого международным мастером. Впоследствии Кристиансен одерживал победы на шахматных турнирах в Вене, Рейкьявике и Саквиле (Открытый чемпионат Канады).
В 2002 году Кристиансен принял предложение разработчиков из компании Ubisoft сыграть против созданной ими программы Chessmaster 9000. Матч проводился на сайте Internet Chess Club и длился 2 дня. В итоге Кристиансен проиграл со счётом 2½-1½, в первой партии обыграв компьютер, затем дважды уступив и завершив матч ничьей. Учитывая, что незадолго до этого он в очередной раз стал чемпионом США, результат вызвал некоторое удивление публики. Тем не менее, Кристиансен продолжил сотрудничать с разработчиками Chessmaster, создав для их программы интерактивный обучающий курс. Он также продолжает играть в шахматы в интернете.
Кристиансен написал две книги, описывающие его атакующий стиль: «Штурмуя баррикады» (англ. «Storming the Barricades») и «Сотрясая бастионы» (англ. «Rocking the Ramparts»).
Кристиансен женат, его супруга Наташа также является шахматисткой и в настоящий момент[когда?] имеет рейтинг 1963.

## Изменения рейтинга
| Графики недоступны из-за технических проблем. См. информацию на Фабрикаторе и на mediawiki.org. |